# Первый Курильский пролив
Первый Курильский пролив (яп. 占守海峡) — пролив в Тихом океане, отделяет остров Шумшу от полуострова Камчатка (мыс Лопатка). Соединяет Охотское море и Тихий океан.
Длина около 15 км. Минимальная ширина 12 км. Глубина до 32 м. Берег обрывистый.
В проливе располагаются кекур Одинец, риф Восточный, риф Лопатка и отмель Курбатовская. На южном побережье выделяются мысы Курбатова, Почтарева, Яукич. В северной части пролива между рифом Лопатка и Камчаткой находится проход Камчатский. В пролив впадают реки Кошкина, Озерная, Болотинка. На южном побережье много подводных и надводных камней. Пролив издавна считается опасным для плавания.
Средняя величина прилива по берегам пролива 1,0 м.
С 1875 по 1945 год по проливу проходила российско- и советско-японская граница.
В годы Второй Мировой войны на его южном побережье разыгралось самое кровопролитное сражение Курильской десантной операции — взятие Шумшу.
Назван по расположению с севера среди проливов Курильской гряды.
На острове Шумшу на берегу пролива расположен нежилой посёлок Курбатово, на Камчатке на берегу пролива находится село Семёновка.
Пролив находится в акватории Сахалинской области и Камчатского края, между которыми по проливу проходит административная граница.

## См.также
- Курильские проливы